# Garanzini (azienda)
La O. Garanzini è stata un'azienda italiana attiva negli anni venti nel settore della costruzione artigianale di motociclette, nata dalla passione del fondatore Oreste Garanzini, pilota motociclistico nato nel 1887, che si aggiudicò anche due titoli nazionali nel Campionato Italiano Velocità, di cui il secondo su una motocicletta di propria produzione.

## Storia
L'azienda nacque nel 1913 come officina meccanica dedicata all'assistenza di biciclette e motociclette prima di trasformarsi, nel 1919, in importatrice per l'Italia del marchio Verus, neonata casa motociclistica inglese.
Il 1921 fu l'anno della prima affermazione sportiva di Oreste che, modificando radicalmente una delle moto che importava, realizzò la Veros, una sottocanna motorizzata Blackburne, con la quale vinse il titolo italiano classe 350. Il nome "Veros" fu inoltre utilizzato fino al 1925 come vero e proprio marchio per commercializzare una piccola serie di motociclette. Dal 1922 iniziò la produzione vera e propria di una serie di moto artigianali con motore JAP e vendute con il marchio Jap-Garanzini (o Garanzini-Jap). Con una 250 di sua costruzione Oreste Garanzini ottenne nel 1923 un nuovo titolo di campione italiano.
Nel 1924 comparve per la prima volta il marchio O. Garanzini che accompagnò le realizzazioni dell'azienda milanese negli anni successivi. Il cambio di marchio si rese necessario per evitare confusione nella clientela con le moto prodotte dal fratello di Oreste Garanzini, Francesco, vendute con il marchio M.F.G. e note anch'esse come "Garanzini". Due anni dopo la O. Garanzini iniziò la costruzione di moto complete, dal telaio al gruppo termico, senza tuttavia mai abbandonare la collaborazione con la britannica Jap. Degni di nota i monocilindrici di 250 cm³ siglati C.T.O. (monoalbero azionato da alberello e coppie coniche, con testa raffreddata ad olio) e C.T.A. (monoalbero azionato da catena, con testa raffreddata ad aria), brevettati da Garanzini. Nella seconda metà degli anni '20, la gamma spaziava dalle piccole 175 cm³ monocilindriche, alla Gran Turismo 350 con motore Villiers monocilindrico due tempi, fino alle potenti bicilindriche a V di 680 cm³ a valvole laterali o in testa.
Nel 1931, anche a causa della crisi economica, la O. Garanzini fu costretta a cessare la produzione e il titolare Oreste abbandonò il campo delle due ruote per aprire un'autorimessa.

### Il prototipo automobilistico
Nel 1925 Garanzini decise di provare a produrre anche una propria automobile, una torpedo che rimarrà però solo allo stadio di prototipo, il prototipo fu chiamato Tipo Unico.
Tale esemplare unico era una vetturetta torpedo (755 kg), spinta da un motore 4 cilindri (con cambio a 4 marce e freni meccanici solo al posteriore) da 1200 cm³ che erogava 10 cv a 2000 giri al minuto, in grado di far raggiungere alla vettura una velocità massima di 75 km/h.
Oltre alla raffinate sospensioni anteriori indipendenti, l'auto si distingueva dalle altre del periodo per il brevetto dei fari girevoli collegati al volante che seguivano la direzione delle ruote anteriori. Detto sistema fu ripreso nel 1967 da Paul Magès per equipaggiare il sistema di illuminazione della Citroën DS 2ª serie. Tuttavia, ironia della sorte, non fu possibile applicarlo alle "DS" destinate al mercato italiano, in quanto il sistema confliggeva con le norme del Codice della strada.